# Agorius constrictus
Agorius constrictus là một loài nhện trong họ Salticidae.
Loài này thuộc chi Agorius. Agorius constrictus được Eugène Simon miêu tả năm 1901.